# Intelecto paciente

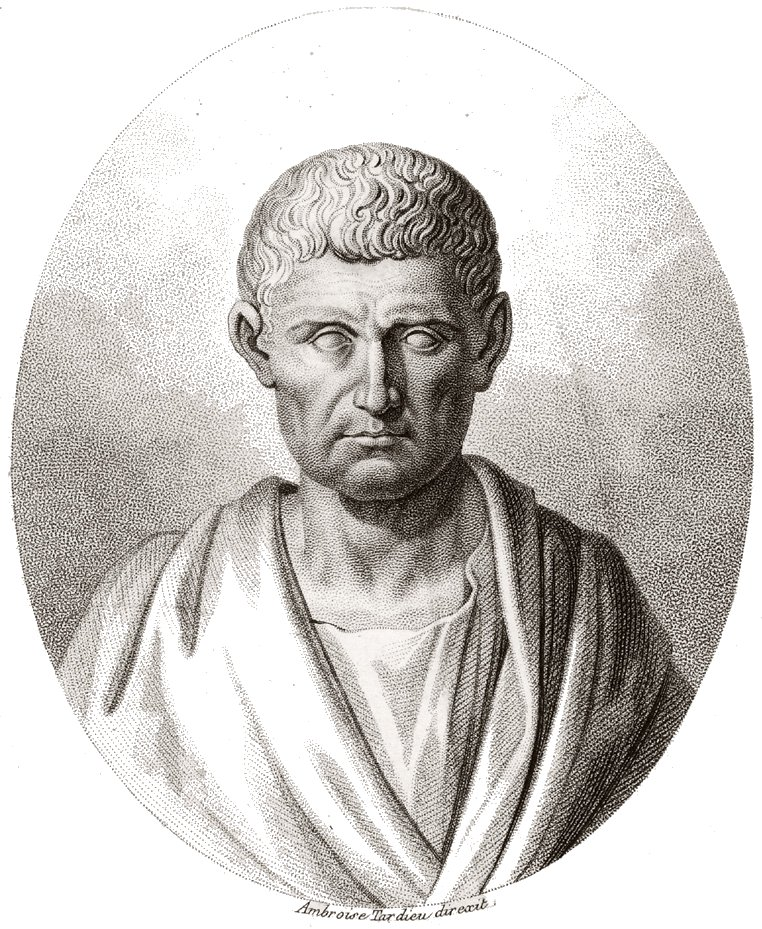
Según Aristóteles, el intelecto agente eleva las imágenes sensibles a conceptos inteligibles. El paciente consiste en la percepción de esos conceptos.

El intelecto paciente (griego: nous pathetikos; latín: intellectus possibilis; también traducido como intelecto pasivo, intelecto potencial o intelecto material), es un término usado en filosofía junto con la noción del intelecto agente para dar cuenta del funcionamiento del intelecto (nous), de acuerdo con la teoría del hilomorfismo, propuesta por Aristóteles.

## La concepción de Aristóteles
Aristóteles da su explicación más sustancial del intelecto paciente (nous pathetikos) en De Anima (Sobre el alma), Libro III, capítulo 4. En la filosofía de la mente de Aristóteles, el intelecto pasivo "es lo que es al convertirse en todo". Con esto Aristóteles quiere decir que el intelecto pasivo puede potencialmente convertirse en cualquier cosa al recibir la forma inteligible de esa cosa. Luego, se requiere que el intelecto agente (nous poietikos) ilumine al intelecto paciente para convertir el conocimiento potencial en conocimiento en acto, de la misma manera que la luz convierte los colores potenciales en colores en acto. El análisis de esta distinción es muy breve, lo que ha llevado a discutir sobre lo que significa. La principal aclaración entre ambos intelectos aparece en De Anima, III..

## Interpretaciones
El pensamiento griego
Mientras que los comentaristas griegos como Alejandro de Afrodisias y Temistio guardaron un amplio silencio sobre el intelecto agente (el debate sobre esto solo se acaloraría en el Occidente cristiano del siglo trece en el contexto de los debates sobre si Avicena o Averroes proporcionaron el relato del funcionamiento del intelecto que mejor se adaptó a la doctrina cristiana), proporcionaron muchos comentarios sobre la naturaleza del intelecto pasivo. Para Alejandro de Afrodisias, por ejemplo, (quien acuñó el término del "intelecto material" para este poder, un nombre que más tarde tomó Averroes), el intelecto paciente era un intelecto separado del agente.
Averroes y Aquino
Los filósofos posteriores, incluidos Averroes y Santo Tomás de Aquino, propusieron interpretaciones mutuamente excluyentes de la distinción de Aristóteles entre el intelecto activo y el pasivo. Otros términos utilizados son "intelecto material" e "intelecto potencial", y el punto es que el intelecto activo trabaja en el intelecto pasivo para producir conocimiento (intelecto adquirido), de la misma manera que la actualidad trabaja sobre la potencialidad o la forma sobre la materia.
Averroes sostuvo que el intelecto paciente, al ser análogo a la materia no formada, es una sustancia única común a todas las mentes, y que las diferencias entre mentes individuales están arraigadas en sus espíritus como el producto de las diferencias en la historia de sus percepciones sensoriales. Aquino argumenta en contra de esta posición en las Cuestiones Discutidas en el alma (Quaestiones disputatae de Anima), y afirma que mientras el intelecto paciente es uno  específicamente, numéricamente son muchos, cuando cada persona individual tiene su propio intelecto pasivo.[cita requerida]

## Intelecto paciente en filosofía islámica
El intelecto paciente es idéntico al Aql Bil Quwwah en la filosofía islámica. Aql bi-al-quwwah, definido como razón, podría abstraer las formas de las entidades con las que finalmente se identifica. Para Al-Farabi, el intelecto potencial se vuelve en acto al recibir la forma de la materia. En otras palabras, Aql Hayulany trata de separar las formas de los existentes de su materia. La forma se hace idéntica a Aql. Farabi también reconoció el intelecto agente como parte del alma.